# Хвилівка вербова
Хвилівка вербова (Leucoma salicis) — вид метеликів з родини еребід (Erebidae).

## Поширення
Вид поширений в Європі та Азії від Великої Британії до Японії. У 1920-х роках завезений до Північної Америки.

## Характеристика

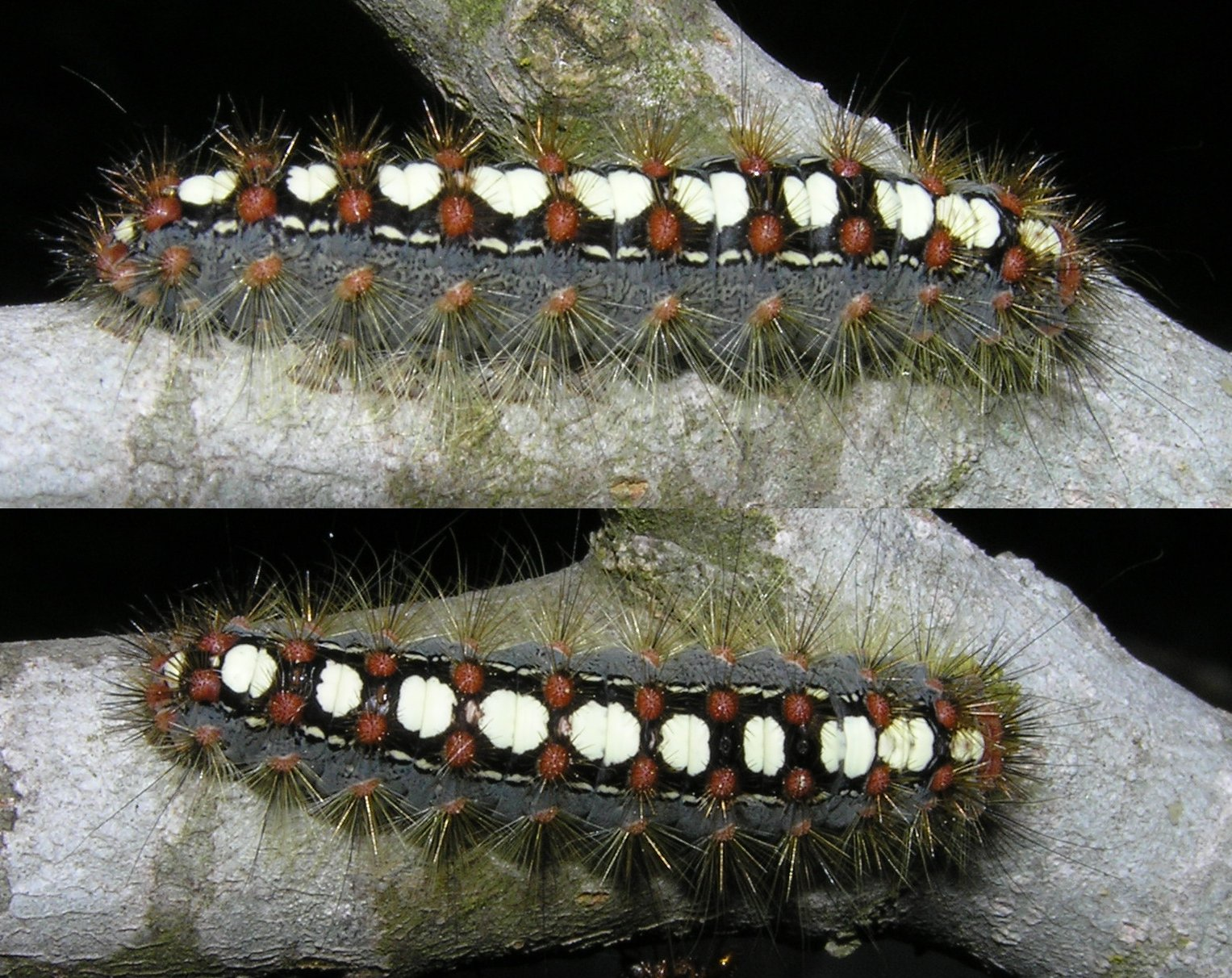
Гусениця

Метелики досягають розмаху крил від 37 до 50 мм. Все їхнє тіло і крила чисто білого кольору. Лише ноги поперемінно окільцьовані чорним і білим кільцями. Антени самців довгі, тоді як антени самиць короткі.
Довжина гусениць становить приблизно 40 мм. Вони дуже яскраво забарвлені. Основний колір сіро-блакитний, але його видно лише з боків. Спина широко чорна і має дуже великі білуваті плями, які поширюються між сегментами, а іноді зростаються. По краю між сіро-блакитним і чорним кольором є дрібніші білуваті плями. Крім того, тіло оснащене численними точковими бородавками, розташованими посередині сегментів. Вони темно-рудого кольору, менші з боків, ніж ліворуч і праворуч на спині, і мають більш-менш довгі світло-жовтуваті волоски.

## Спосіб життя
Імаго трапляються в другій половині червня і липні. Самиці відкладають яйця на стовбури дерев або нижню сторону листя і покривають їх пінистим секретом, який твердне на повітрі. Живляться листям верби та тополі. Зимують гусениці і яйця. Ранньою весною гусениці, що перезимували, починають живитися бруньками. Після живлення гусениця оточує себе ніжним покривом, а лялечка розвивається в тріщинах кори, на гілочках або між листям.